# Zakar Keshishian
Zakar Keshishian (en armenio: Զաքար Քեշիշյան, nacido el 15 de febrero de 1968) es un músico armenio.

## Biografía
Nació en Anjar, Líbano. En 1993 se graduó en la Facultad de Instrumentos Folklóricos del Conservatorio Estatal Komitas de Ereván. En 1996, recibió un diploma como director de coro y también completó el programa de posgrado en la dirección del mismo conservatorio.
Fundó los siguientes coros: 
- el coro Gakavig de la Sociedad Educativa y Cultural de Hamazkayin (1988);
- Dziadzan (1992);
- Varanda (1992, en Şuşa);
- Nagorno Karabakh (Nagorno Karabaj);[1]
- el coro Gargatch (1997),
- el Coro Armenio Ayc de la Juventud (2008, bajo los auspicios de la Hamazkayin Educativas y Culturales de la Sociedad).

Entre 1998 y 2000, codirigió la Universidad Musical de Parsegh Ganatchian. Entre 2006 y 2009 fue el líder del Coro Shnorhali del Catolicosado de Cilicia (Antelias, Líbano). En el 2012 participó en el festival internacional Esterazy interpretando la obra «La historia de Ahoush» de George Pelecis con la famosa orquesta «Cremereata Baltica».
Estudia en el Conservatorio Superior de Música Nacional del Líbano, y es profesor de la Universidad Musical de Parsegh Ganatchian y de la Universidad Haigaziana. También es el director artístico y líder del Coro Infantil y Juvenil Varanda en Shushi, así como el Coro Infanto-Juvenil Gargatch, el Coro Juvenil Ayc y de la orquesta popular en Beirut.

## Premios
- Medalla presidencial «Vatchakan Parebashd» (2002)
- Medalla «Honorable Ciudadanía» (2004)
- Premio Cultural Panarmenio «Yeghishe»  (2005)
- Premio Cultural «I. H. Ataian» (2007)
- Medalla presidencial del «Reconocimiento» (2011)
- Medalla de la Organización Nacional de los Niños Libaneses (2011)

### CD
- CD de la Ciudad de «Fortaleza» (2005)
- CD "Nrneni" (2007)

## Familia
Está casado con el pianista y poeta Kamila Yerkanyan Keshishian y tiene un hijo: Vahagn Keshishian.